# Eudósia Acuña
Eudosia Acuña Quinteiro (Rio de Janeiro, 10 de janeiro de 1944 – São Paulo, 3 de abril de 2018) foi uma atriz, diretora, escritora e locutora brasileira, 
Descendente de espanhóis, era bacharel em fonoaudiologia pela Pontifícia Universidade Católica de São Paulo, bacharel em Canto e licenciada em Educação Artística com habilitação em Música pela Faculdade Paulista de Artes e mestre e doutora em Artes Cênicas pela Escola de Comunicações e Artes da Universidade de São Paulo, universidade da qual também lecionou até se aposentar. Recentemente, foi professora nos cursos de graduação em Comunicação da Fundação Armando Álvares Penteado e professora convidada nos cursos de Extensão Cultural na área de Voz da SP Escola de Teatro. Tinha  ampla atuação na área de Comunicação, com ênfase em Comunicação Verbal para os diversos segmentos profissionais. Também atuou como voluntária em obras sociais, experiência que compartilhou com organizações sem fins lucrativos, como consultora de gestão organizacional em projetos sociais.

## Biografia
Eudosia nasceu no Rio de Janeiro, e começou sua carreira profissional como professora de primeiro grau no Rio de Janeiro. Também fez parte de um grupo de teatro amador, maneira da qual foi para o Conservatório Nacional de Teatro, iniciando assim a sua carreira de atriz. Começou a trabalhar em teatro, em rádio, em dublagens e logo conseguiu também entrar na TV Tupi do Rio de Janeiro. Estudou música, depois fez o mestrado e o doutorado na USP, em São Paulo, onde também foi professora até se aposentar. Foi aluna de Glorinha Beuttenmüller e uma grande pesquisadora, escreveu livros, matérias e artigos sobre voz.

## Carreira

### Televisão
| Ano  | Título                      | Papel          |
| ---- | --------------------------- | -------------- |
| 2007 | Maria Esperança             | Branca         |
| 1984 | Fernando da Gata            | —              |
| 1982 | Música ao Longe             | —              |
| 1977 | O Profeta                   | Maria          |
| 1977 | Cinderela 77                | Agnalda        |
| 1976 | Tchan, a Grande Sacada      | Mary Jane      |
| 1975 | A Viagem                    | Natália        |
| 1975 | O Velho, o Menino e o Burro | Sofia          |
| 1975 | Ovelha Negra                | —              |
| 1974 | Os Inocentes                | Irene          |
| 1974 | Ídolo de Pano               | Marta          |
| 1971 | O Preço de um Homem         | Santa          |
| 1971 | Nossa Filha Gabriela        | Tetéia         |
| 1970 | A Gordinha                  | Rita           |
| 1969 | Sangue do Meu Sangue        | —              |
| 1969 | Super Plá                   | Babete/Silvana |

### Cinema
| Ano  | Título                                       | Papel                     |
| ---- | -------------------------------------------- | ------------------------- |
| 1978 | O Gênio do Sexo                              | Columba                   |
| 1977 | As Trapalhadas de Dom Quixote e Sancho Pança | Maricota                  |
| 1977 | Belas e Corrompidas                          | —                         |
| 1977 | Presídio de Mulheres Violentadas             | Isidora Barros            |
| 1976 | Passaporte para o Inferno                    | Convidada                 |
| 1975 | Quando Elas Querem...E Eles Não              |                           |
| 1970 | Cleo e Daniel                                | Freguesa do Bar-Viajantes |

## Teatro[8]
- 1966 - Fora da Rota
- 1966 - O Vale dos Abandonados
- 1967 - O Velejador
- 1968 - Roda Viva
- 1968 - Marta Saré
- 1969 - Os Gigantes da Montanha
- 1970 - A Cantora Careca
- 1970 - O Beijo no Asfalto
- 1970 - O Macaco da Vizinha
- 1970 - Se Não Tiver Um Inimigo, Urge Encontrar Um
- 1971 - Apocalipse
- 1971 - Arlequim, Servidor de Dois Patrões
- 1971 - Cordel
- 1971 - Hair
- 1976 - Pano de Boca
- 1987 - Leonce e Lena